# Euxoa binaloudica
Euxoa binaloudica là một loài bướm đêm trong họ Noctuidae.